# Aprendiendo a vivir
Aprendiendo a vivir é uma telenovela mexicana, produzida pela Televisa e exibida em 1984 pelo El Canal de las Estrellas.

## Elenco
- Julio Alemán - Rafael
- Sonia Furió - Gloria
- Miguel Gómez Checa - Pepe
- Octavio Galindo - Raul
- Tina Romero - Silvia